# Norge i olympiska sommarspelen 1924
Norge deltog med 62 deltagare vid de olympiska sommarspelen 1924 i Paris. Totalt vann de tio medaljer och slutade på sjunde plats i medaljligan.

## Medaljer

### Guld
- Otto von Porat - Boxning, tungvikt
- Eugen Lunde, Christopher Dahl och Anders Lundgren - Segling, 6 m-klass
- Rick Bockelie, Harald Hagen, Ingar Nielsen, Carl Ringvold och Carl Ringvold jr. - Segling, 8 m-klass
- Ole Lilloe-Olsen - Skytte, 100 m springande hjort, dubbla skott
- Einar Liberg, Ole Lilloe-Olsen, Harald Natvig, Hans Nordvik, Otto Olsen och Oluf Wesmann-Kjær - Skytte, 100 m springande hjort, enkelt skott lag

### Silver
- Henrik Robert - Segling, olympisk monotyp
- Einar Liberg, Ole Lilloe-Olsen, Harald Natvig, Hans Nordvik, Otto Olsen och Oluf Wesmann-Kjær - Skytte, 100 m springande hjort, dubbla skott lag

### Brons
- Sverre Sörsdal - Boxning, lätt tungvikt
- Sverre Hansen - Friidrott, längdhopp
- Otto Olsen - Skytte, 100 m springande hjort, enkelt skott